# Малла (царство)

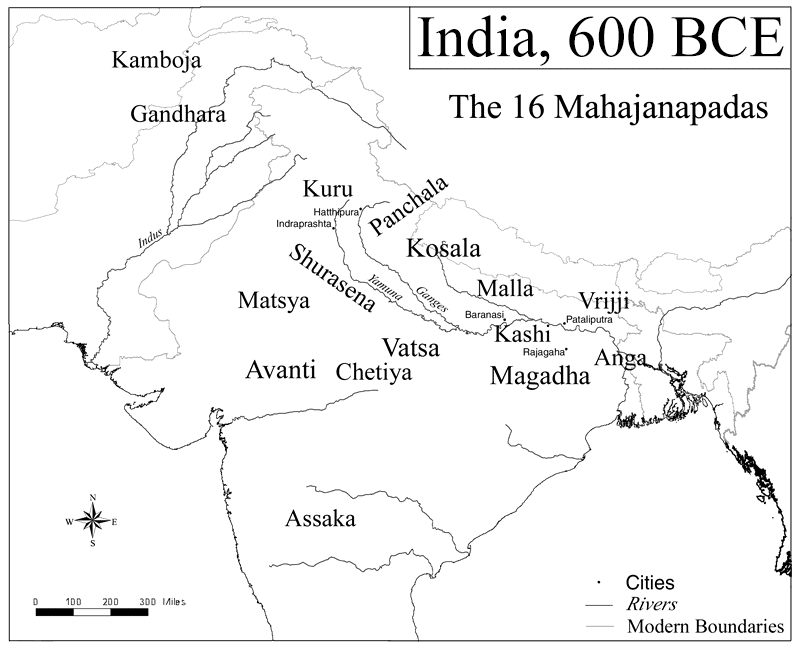
Махаджанапады

Малла — название древнеиндийского государства и племени, населявшего его. Согласно буддийским источникам в VI веке Малла была одной из 16 махаджанапад. Это было небольшое по площади государство, располагавшееся к северу от Магадхи.
Территория Маллы разделялась на две части рекой Какуттха; столицами этих двух частей царства были Кушавати или Кушинара (современный город Касия около Горакхпура) и Пава (ныне город Паванагар или Фазилнагар в 20 км от Касии). Кушинара и Пава имеют большое значение для буддистов и джайнов: здесь провели свои последние дни Гаутама Будда и Махавира. Во времена Будды маллы были сильным племенем, часто упоминаемым в буддийских и джайнских текстах.
Малла упоминается в «Махабхарате» (VI.9.34) как Маллараштра. Согласно «Махабхарате» (II.30.3) Бхима одержал победу над царём маллов во время военного похода в Восточную Индию. В «Махабхарате» (VI.9.46) маллы упоминаются наряду с другими восточноиндийскими племенами ангов, вангов и калингов. В «Ману-смрити» маллы упоминаются как кшатрийское племя. Говорится, что маллы были мужественными и воинственными. Изначально государство Малла было монархией, но позднее стало республикой. Вскоре после смерти Будды государство Малла потеряло свою независимость и стало частью империи Магадха.